# Brian Andersen
Brian Askel Andersen (ur. 13 marca 1971) – duński żużlowiec.

## Życiorys
Pierwszy znaczący sukces w swojej karierze osiągnął w roku 1989, zajmując drugie miejsce w Młodzieżowych Indywidualnych Mistrzostwach Danii. Dwa lata później zdobył w Coventry tytuł Mistrza Świata Juniorów. Dwukrotny indywidualny  mistrz Danii.
Indywidualny mistrz świata juniorów w Coventry z 1991
Srebrny medalista Drużynowych Mistrzostw Świata z 1993. W latach 1997, 1998, 1999, 2000, 2001  startował w cyklu Grand Prix, najwyżej sklasyfikowany w sezonie 1997 na pozycji VI. Odniósł jedno indywidualne zwycięstwo w rundzie Grand Prix: w roku 1997 w Bradford.
W latach 1992 – 1999 startował w brytyjskiej lidze żużlowej, we wszystkich  sezonach reprezentując barwy klubu Coventry Bees w którym wystąpił w 349 meczach i zdobył 3233 pkt. W drużynowych rozgrywkach w Polsce pojawił się w roku 1991, reprezentując klub Polonez Poznań.
W roku 2001 zakończył karierę sportową. 27 maja 2010 roku po prawie 9 latach przerwy wrócił do żużlu reprezentując barwy duńskiego Holsted.

## Przynależność klubowa
Dania
- Fredericia
- do uzupełnienia

Polska
- Polonez Poznań (1991)
- Stal Rzeszów (1995–1997)
- Unia Leszno (1998–1999)
- Sparta Wrocław (2000)
- Włókniarz Częstochowa (2001)

Wielka Brytania
- Coventry Bees (1992–1999)

## Mistrzostwa świata

### Starty w Grand Prix (Indywidualnych Mistrzostwach Świata na Żużlu)

#### Zwycięstwa w poszczególnych zawodach Grand Prix
| Nr | Dzień      | Rok  | Nazwa                        | Miejscowość | Tor              | Długość toru |
| -- | ---------- | ---- | ---------------------------- | ----------- | ---------------- | ------------ |
| 1. | 9 sierpnia | 1997 | Grand Prix Wielkiej Brytanii | Bradford    | Bradford Stadium | ?m           |

##### Miejsca na podium
| Nr | Dzień      | Rok  | Nazwa                        | Miejscowość | Tor                | Miejsce | Punkty | Biegi         | Zwycięzca    |
| -- | ---------- | ---- | ---------------------------- | ----------- | ------------------ | ------- | ------ | ------------- | ------------ |
| 1. | 6 lipca    | 1997 | Grand Prix Niemiec           | Landshut    | Stadion Ellermühle | 2.      | 20     | (1,2,3,2,2,2) | Hans Nielsen |
| 2. | 9 sierpnia | 1997 | Grand Prix Wielkiej Brytanii | Bradford    | Bradford Stadium   | 1.      | 25     | (d,3,3,3,3,3) | –            |

#### Punkty w poszczególnych zawodachGrand Prix
| Sezon | Numer | 1     | 2      | 3      | 4      | 5        | 6     | Msc. | Pkt. |
| ----- | ----- | ----- | ------ | ------ | ------ | -------- | ----- | ---- | ---- |
| 1997  | 12    | CZE 9 | SWE 14 | DEU 20 | GBR 25 | POL 4    | DNK 8 | 6    | 80   |
| 1998  | 6     | CZE 5 | DEU    | DNK 7  | GBR 8  | SWE 7    | POL 4 | 16   | 31   |
| 1999  | 14    | CZE 3 | SWE 1  | POL 2  | GBR 2  | POL II 3 | DNK 1 | 22   | 12   |
| 2000  | 20    | CZE 4 | SWE 2  | POL 1  | GBR 2  | DNK 4    | EUR 2 | 23   | 15   |
| 2001  | 19    | DEU 8 | GBR 5  | DNK 3  | CZE 4  | POL 1    | SWE 2 | 18   | 23   |

| Statystyki        | Statystyki |
| ----------------- | ---------- |
| Starty            | 29         |
| Zwycięstwa        | 1          |
| Miejsca na podium | 2          |
| Finalista         | 2          |
| Punkty            | 161        |